# Lijst van Luxemburgse ministers van Buitenlandse Zaken
De minister van Buitenlandse Zaken van het Groothertogdom Luxemburg (Duits: Außenminister, Frans: Ministre des Affaires d'Étrangères, Luxemburgs: Ausseminister) maakt deel uit van het Luxemburgse kabinet. De minister van Buitenlandse Zaken stelt de buitenlandse politiek vast en vertegenwoordigt het land in het buitenland.
Van 1848 tot 1937 was de premier van Luxemburg tevens minister van Buitenlandse Zaken. Daarna deed zich deze situatie nog enkele keren voor, maar dit was geen regel meer. Sinds 1979 is een premier van Luxemburg niet meer tegelijkertijd minister van Buitenlandse Zaken geweest.

## Benaming
- 1848 - 1857: Administrateur-generaal van Buitenlandse Zaken
- 1857 - 1936: Directeur-generaal van Buitenlandse Zaken
- sinds 1936: Minister van Buitenlandse Zaken

## Lijst van ministers van Buitenlandse Zaken van Luxemburg
| Persoon                                | Ambtstermijn                          | Partij                         |
| -------------------------------------- | ------------------------------------- | ------------------------------ |
| Gaspard-Théodore-Ignace de la Fontaine | 1 augustus 1848 - 2 december 1848     |                                |
| Jean-Jacques Willmar                   | 2 december 1848 - 23 september 1853   |                                |
| Charles-Mathias Simons                 | 23 september 1853 - 26 september 1860 |                                |
| Victor baron de Tornaco                | 26 september 1860 - 3 december 1867   |                                |
| Emmanuel Servais                       | 3 december 1867 - 26 december 1874    |                                |
| Félix baron de Blochausen              | 26 december 1874 - 20 februari 1885   |                                |
| Édouard Thilges                        | 20 februari 1885 - 22 september 1888  |                                |
| Paul Eyschen                           | 22 september 1888 - 11 oktober 1915   |                                |
| Mathias Mongenast                      | 12 oktober 1915 - 6 november 1915     |                                |
| Hubert Loutsch                         | 6 november 1915 - 24 februari 1916    |                                |
| Victor Thorn                           | 24 februari 1916 - 19 juni 1917       |                                |
| Léon Kauffman                          | 19 juni 1917 - 28 september 1918      | PD                             |
| Émile Reuter                           | 28 september 1918 - 20 maart 1925     | PD                             |
| Pierre Prüm                            | 20 maart 1925 - 16 juli 1926          | PNI                            |
| Joseph Bech                            | 16 juli 1926 - 2 maart 1959           | PD (tot 1944) CSV (vanaf 1944) |
| Eugène Schaus                          | 2 maart 1959 - 15 juli 1964           | DP                             |
| Pierre Werner                          | 15 juli 1964 - 3 januari 1967         | CSV                            |
| Pierre Grégoire                        | 3 januari 1967 - 6 februari 1969      | CSV                            |
| Gaston Thorn                           | 6 februari 1969 - 22 november 1980    | DP                             |
| Colette Flesch                         | 22 november 1980 - 20 juli 1984       | DP                             |
| Jacques Poos                           | 20 juli 1984 - 7 augustus 1999        | LSAP                           |
| Lydie Polfer                           | 7 augustus 1999 - 20 juli 2004        | DP                             |
| Charles Goerens                        | 20 juli 2004 - 31 juli 2004           | DP                             |
| Jean Asselborn                         | 31 juli 2004 - 17 november 2023       | LSAP                           |
| Xavier Bettel                          | sinds 17 november 2023                | DP                             |